# Lepidium costaricense
Lepidium costaricense är en korsblommig växtart som beskrevs av Albert Thellung. Lepidium costaricense ingår i släktet krassingar, och familjen korsblommiga växter. Inga underarter finns listade i Catalogue of Life.